# Alexandra Edebo
Alexandra Edebo, född 3 mars 1996, är en svensk före detta skicrossåkare. Hon tävlade för IFK Mora.
Hon tog en åttondeplats vid världscupen på Idre Fjäll säsongen 2016-2017, samt  dubbla fjärdeplatser i både den totala Europacupen och vid Junior-VM. 1 februari 2020 tog hon sin första pallplats i Världscupen, vid i deltävlingen i Megève, där hon slutade på tredje plats. I oktober 2022 meddelade Alexandra att hon lägger av efter att ha drabbats av flera hjärnskakningar.

## Resultat
Den 1 februari 2020, tog Alexandra sin första pallplats i skicrossens världscup med en tredjeplats i franska Megéve.

### Juniorvärldsmästerskap
- 2013: 26:e Skicross[3]
- 2014: 10:a Skicross[3]
- 2015: 3:a Skicross[3]
- 2017: 4:a Skicross[3]